# Canon de 138 mm modèle 1893
Pour les articles homonymes, voir Canon de 138 mm.
Le canon de 138 mm modèle 1893 désigne un canon naval construit à la fin du XIXe siècle pour la Marine française. Il constitue principalement l'armement secondaire des cuirassés de la classe Charlemagne, et arme également quelques croiseurs.

## Utilisation
Successeur du[Quoi ?], le canon de 138 mm modèle 1983 est utilisé comme artillerie secondaire sur les cuirassés Bouvet, Henri IV, et les trois de la classe Charlemagne. Le croiseur cuirassé Jeanne d'Arc en est aussi équipé, ainsi que les croiseurs protégés Guichen et Châteaurenault et ceux des classes Linois et D'Estrées, et le croiseur-aviso Kersaint.
Il arme également la Classe A de chaloupes-canonnières fluviales, dont un unique canon de 138 mm constitue l'armement principal.
Durant la Seconde Guerre mondiale, plusieurs de ces canons démontés sur des navires mis au rebut sont utilisés sur des navires auxiliaires.

## Version courte
Une version dite « courte » de ce canon est construite spécialement pour armer le croiseur protégé D'Entrecasteaux. D'une longueur de 30 calibres (au lieu de 45), (soit 4,372 mètres au lieu de 6,234 mètres, il a un poids total 3 360 kg au lieu de 4 080 kg et sa vitesse à la bouche est plus faible, de 640 mètres par seconde au lieu de 770 mètres par seconde.